# Te Tai Rāwhiti Māori
Te Tai Rāwhiti Māori («maoríes de las tierras del Este») es un grupo de iwis («tribus») maoríes que habitan en la costa de Gisborne, de la parte oriental de la Isla Norte de Nueva Zelanda. Incluye los iwi de Ngāti Porou y su hapū («subtribu») Te Aitanga-un-Hauiti. También incluye los iwi de Ngāriki Kaiputahi, Te Aitanga ā Māhaki, Rongowhakaata y Ngāi Tāmanuhiri.